# Муроран (станция)
Станция Муроран (яп. 室蘭駅 муроран эки) — железнодорожная станция в японском городе Муроран, обслуживаемая компанией JR Hokkaido.

## История
Станция Муроран была открыта 1 июля 1897 года. С приватизацией JNR она перешла под контроль JR Hokkaido.

## Линии
- JR Hokkaido
  - Главная линия Муроран